# Gare de Berlin-Tiergarten
La gare de Berlin-Tiergarten est une gare ferroviaire à Berlin, dans le quartier de Hansaviertel.
Elle est située à l'ouest du Großer Tiergarten, au nord de la Straße des 17. Juni. À l'ouest, la Bachstraße est parallèle à la plate-forme centrale du S-Bahn, qui s'étend approximativement du nord au sud. Sur le côté est se trouve le Berlin-Pavillon (de).

## Histoire
Initialement conçue sous le nom de Haltestelle Thiergarten, la gare est mise en service le 5 janvier 1885, environ trois ans après l'ouverture de la Stadtbahn. Il s'agit d'une plate-forme centrale sur la paire de voies à l'est, destinée aux trains de banlieue. La plate-forme est couverte par la construction d'un hall. La gare dessert principalement le Hansaviertel, qui se développe, ainsi que les quartiers adjacents de l'ancienne ville de Charlottenbourg. Le toit du hall de la gare de style Gründerzeit est recouvert de tôle ondulée en fer galvanisé.
Le 11 juin 1928, les voies sont électrifiées. En 1936, la gare est reconstruite. L'ancien hall de la plate-forme est démoli et remplacé par une simple structure de toit en colonnes d'acier. Dans le même temps, l’ensemble du secteur de la gare est repensé dans le style de l'architecture nazie.
Du 30 octobre 1994 au 11 novembre 1996, la gare est fermée à cause des travaux de construction et de rénovation du viaduc. Le 19 juillet 2009, l'ancienne halte est convertie de manière opérationnelle en une gare avec le croisement au nord-est.

## Service des voyageurs

### Intermodalité
La gare est proche de la station de la ligne 9 du métro de Berlin Hansaplatz.